# Youngiomyces multiplex
Youngiomyces multiplex är en svampart som först beskrevs av Roland Thaxter, och fick sitt nu gällande namn av Y.J. Yao 1995. Youngiomyces multiplex ingår i släktet Youngiomyces och familjen Endogonaceae.   Inga underarter finns listade i Catalogue of Life.